# Llista d'asteroides/198201-198300
| Nom      | Designació provisional | Data de descobriment | Lloc de descobriment | Descobridor/s |
| -------- | ---------------------- | -------------------- | -------------------- | ------------- |
| 198201 - | 2004 TY141             | 4 d'octubre de 2004  | Kitt Peak            | Spacewatch    |
| 198202 - | 2004 TE142             | 4 d'octubre de 2004  | Kitt Peak            | Spacewatch    |
| 198203 - | 2004 TL142             | 4 d'octubre de 2004  | Kitt Peak            | Spacewatch    |
| 198204 - | 2004 TH144             | 4 d'octubre de 2004  | Kitt Peak            | Spacewatch    |
| 198205 - | 2004 TM149             | 6 d'octubre de 2004  | Kitt Peak            | Spacewatch    |
| 198206 - | 2004 TH150             | 6 d'octubre de 2004  | Kitt Peak            | Spacewatch    |
| 198207 - | 2004 TZ150             | 6 d'octubre de 2004  | Kitt Peak            | Spacewatch    |
| 198208 - | 2004 TV156             | 6 d'octubre de 2004  | Kitt Peak            | Spacewatch    |
| 198209 - | 2004 TE160             | 6 d'octubre de 2004  | Kitt Peak            | Spacewatch    |
| 198210 - | 2004 TF163             | 6 d'octubre de 2004  | Kitt Peak            | Spacewatch    |
| 198211 - | 2004 TN164             | 6 d'octubre de 2004  | Kitt Peak            | Spacewatch    |
| 198212 - | 2004 TU165             | 7 d'octubre de 2004  | Kitt Peak            | Spacewatch    |
| 198213 - | 2004 TE166             | 7 d'octubre de 2004  | Kitt Peak            | Spacewatch    |
| 198214 - | 2004 TQ167             | 7 d'octubre de 2004  | Kitt Peak            | Spacewatch    |
| 198215 - | 2004 TR167             | 7 d'octubre de 2004  | Kitt Peak            | Spacewatch    |
| 198216 - | 2004 TY168             | 7 d'octubre de 2004  | Socorro              | LINEAR        |
| 198217 - | 2004 TS171             | 8 d'octubre de 2004  | Socorro              | LINEAR        |
| 198218 - | 2004 TZ173             | 8 d'octubre de 2004  | Socorro              | LINEAR        |
| 198219 - | 2004 TM175             | 9 d'octubre de 2004  | Socorro              | LINEAR        |
| 198220 - | 2004 TQ175             | 9 d'octubre de 2004  | Socorro              | LINEAR        |
| 198221 - | 2004 TK176             | 9 d'octubre de 2004  | Socorro              | LINEAR        |
| 198222 - | 2004 TL176             | 9 d'octubre de 2004  | Socorro              | LINEAR        |
| 198223 - | 2004 TL180             | 7 d'octubre de 2004  | Kitt Peak            | Spacewatch    |
| 198224 - | 2004 TX180             | 7 d'octubre de 2004  | Kitt Peak            | Spacewatch    |
| 198225 - | 2004 TR182             | 7 d'octubre de 2004  | Kitt Peak            | Spacewatch    |
| 198226 - | 2004 TF184             | 7 d'octubre de 2004  | Kitt Peak            | Spacewatch    |
| 198227 - | 2004 TE186             | 7 d'octubre de 2004  | Kitt Peak            | Spacewatch    |
| 198228 - | 2004 TO186             | 7 d'octubre de 2004  | Kitt Peak            | Spacewatch    |
| 198229 - | 2004 TV186             | 7 d'octubre de 2004  | Kitt Peak            | Spacewatch    |
| 198230 - | 2004 TW188             | 7 d'octubre de 2004  | Kitt Peak            | Spacewatch    |
| 198231 - | 2004 TY194             | 7 d'octubre de 2004  | Kitt Peak            | Spacewatch    |
| 198232 - | 2004 TU195             | 7 d'octubre de 2004  | Kitt Peak            | Spacewatch    |
| 198233 - | 2004 TY195             | 7 d'octubre de 2004  | Kitt Peak            | Spacewatch    |
| 198234 - | 2004 TN198             | 7 d'octubre de 2004  | Kitt Peak            | Spacewatch    |
| 198235 - | 2004 TU202             | 7 d'octubre de 2004  | Kitt Peak            | Spacewatch    |
| 198236 - | 2004 TW202             | 7 d'octubre de 2004  | Kitt Peak            | Spacewatch    |
| 198237 - | 2004 TR203             | 7 d'octubre de 2004  | Kitt Peak            | Spacewatch    |
| 198238 - | 2004 TB204             | 7 d'octubre de 2004  | Kitt Peak            | Spacewatch    |
| 198239 - | 2004 TE204             | 7 d'octubre de 2004  | Kitt Peak            | Spacewatch    |
| 198240 - | 2004 TR204             | 7 d'octubre de 2004  | Kitt Peak            | Spacewatch    |
| 198241 - | 2004 TU204             | 7 d'octubre de 2004  | Kitt Peak            | Spacewatch    |
| 198242 - | 2004 TV204             | 7 d'octubre de 2004  | Kitt Peak            | Spacewatch    |
| 198243 - | 2004 TN206             | 7 d'octubre de 2004  | Kitt Peak            | Spacewatch    |
| 198244 - | 2004 TS206             | 7 d'octubre de 2004  | Kitt Peak            | Spacewatch    |
| 198245 - | 2004 TB209             | 8 d'octubre de 2004  | Kitt Peak            | Spacewatch    |
| 198246 - | 2004 TS211             | 8 d'octubre de 2004  | Kitt Peak            | Spacewatch    |
| 198247 - | 2004 TP213             | 9 d'octubre de 2004  | Kitt Peak            | Spacewatch    |
| 198248 - | 2004 TB214             | 9 d'octubre de 2004  | Kitt Peak            | Spacewatch    |
| 198249 - | 2004 TA216             | 6 d'octubre de 2004  | Kitt Peak            | Spacewatch    |
| 198250 - | 2004 TS216             | 3 d'octubre de 2004  | Palomar              | NEAT          |
| 198251 - | 2004 TV218             | 5 d'octubre de 2004  | Kitt Peak            | Spacewatch    |
| 198252 - | 2004 TD222             | 7 d'octubre de 2004  | Socorro              | LINEAR        |
| 198253 - | 2004 TE222             | 7 d'octubre de 2004  | Socorro              | LINEAR        |
| 198254 - | 2004 TJ224             | 8 d'octubre de 2004  | Kitt Peak            | Spacewatch    |
| 198255 - | 2004 TK224             | 8 d'octubre de 2004  | Kitt Peak            | Spacewatch    |
| 198256 - | 2004 TY228             | 8 d'octubre de 2004  | Kitt Peak            | Spacewatch    |
| 198257 - | 2004 TQ229             | 8 d'octubre de 2004  | Kitt Peak            | Spacewatch    |
| 198258 - | 2004 TX238             | 9 d'octubre de 2004  | Kitt Peak            | Spacewatch    |
| 198259 - | 2004 TN242             | 6 d'octubre de 2004  | Socorro              | LINEAR        |
| 198260 - | 2004 TZ242             | 6 d'octubre de 2004  | Socorro              | LINEAR        |
| 198261 - | 2004 TJ243             | 6 d'octubre de 2004  | Kitt Peak            | Spacewatch    |
| 198262 - | 2004 TS247             | 7 d'octubre de 2004  | Socorro              | LINEAR        |
| 198263 - | 2004 TW249             | 7 d'octubre de 2004  | Socorro              | LINEAR        |
| 198264 - | 2004 TB257             | 9 d'octubre de 2004  | Socorro              | LINEAR        |
| 198265 - | 2004 TH261             | 9 d'octubre de 2004  | Kitt Peak            | Spacewatch    |
| 198266 - | 2004 TT262             | 9 d'octubre de 2004  | Socorro              | LINEAR        |
| 198267 - | 2004 TV263             | 9 d'octubre de 2004  | Kitt Peak            | Spacewatch    |
| 198268 - | 2004 TK264             | 9 d'octubre de 2004  | Kitt Peak            | Spacewatch    |
| 198269 - | 2004 TQ264             | 9 d'octubre de 2004  | Kitt Peak            | Spacewatch    |
| 198270 - | 2004 TU264             | 9 d'octubre de 2004  | Kitt Peak            | Spacewatch    |
| 198271 - | 2004 TG265             | 9 d'octubre de 2004  | Kitt Peak            | Spacewatch    |
| 198272 - | 2004 TV266             | 9 d'octubre de 2004  | Kitt Peak            | Spacewatch    |
| 198273 - | 2004 TW266             | 9 d'octubre de 2004  | Kitt Peak            | Spacewatch    |
| 198274 - | 2004 TM270             | 9 d'octubre de 2004  | Kitt Peak            | Spacewatch    |
| 198275 - | 2004 TE274             | 9 d'octubre de 2004  | Kitt Peak            | Spacewatch    |
| 198276 - | 2004 TC276             | 9 d'octubre de 2004  | Kitt Peak            | Spacewatch    |
| 198277 - | 2004 TD276             | 9 d'octubre de 2004  | Kitt Peak            | Spacewatch    |
| 198278 - | 2004 TR282             | 7 d'octubre de 2004  | Socorro              | LINEAR        |
| 198279 - | 2004 TB290             | 10 d'octubre de 2004 | Kitt Peak            | Spacewatch    |
| 198280 - | 2004 TU293             | 10 d'octubre de 2004 | Kitt Peak            | Spacewatch    |
| 198281 - | 2004 TW293             | 10 d'octubre de 2004 | Kitt Peak            | Spacewatch    |
| 198282 - | 2004 TR295             | 10 d'octubre de 2004 | Kitt Peak            | Spacewatch    |
| 198283 - | 2004 TM296             | 10 d'octubre de 2004 | Kitt Peak            | Spacewatch    |
| 198284 - | 2004 TM297             | 11 d'octubre de 2004 | Kitt Peak            | Spacewatch    |
| 198285 - | 2004 TT297             | 12 d'octubre de 2004 | Anderson Mesa        | LONEOS        |
| 198286 - | 2004 TF298             | 12 d'octubre de 2004 | Anderson Mesa        | LONEOS        |
| 198287 - | 2004 TK298             | 13 d'octubre de 2004 | Kitt Peak            | Spacewatch    |
| 198288 - | 2004 TF299             | 8 d'octubre de 2004  | Socorro              | LINEAR        |
| 198289 - | 2004 TT300             | 8 d'octubre de 2004  | Socorro              | LINEAR        |
| 198290 - | 2004 TW301             | 8 d'octubre de 2004  | Socorro              | LINEAR        |
| 198291 - | 2004 TO302             | 9 d'octubre de 2004  | Socorro              | LINEAR        |
| 198292 - | 2004 TF307             | 10 d'octubre de 2004 | Socorro              | LINEAR        |
| 198293 - | 2004 TW307             | 10 d'octubre de 2004 | Socorro              | LINEAR        |
| 198294 - | 2004 TB308             | 10 d'octubre de 2004 | Socorro              | LINEAR        |
| 198295 - | 2004 TY308             | 10 d'octubre de 2004 | Socorro              | LINEAR        |
| 198296 - | 2004 TK309             | 10 d'octubre de 2004 | Socorro              | LINEAR        |
| 198297 - | 2004 TR314             | 11 d'octubre de 2004 | Kitt Peak            | Spacewatch    |
| 198298 - | 2004 TH318             | 11 d'octubre de 2004 | Kitt Peak            | Spacewatch    |
| 198299 - | 2004 TE320             | 11 d'octubre de 2004 | Kitt Peak            | Spacewatch    |
| 198300 - | 2004 TQ323             | 11 d'octubre de 2004 | Kitt Peak            | Spacewatch    |